# Podborce (stacja kolejowa)
Podborce (ukr. Підбірці, ros. Подборцы) – stacja kolejowa w miejscowości Podborce, w rejonie lwowskim, w obwodzie lwowskim, na Ukrainie.
Przed II wojną światową istniał w tym miejscu przystanek.